# 卡纳姆
卡纳姆（Kanam），是印度泰米尔纳德邦Toothukudi县的一个城镇。总人口3400（2001年）。

## 人口
该地2001年总人口3400人，其中男性1590人，女性1810人；0—6岁人口385人，其中男210人，女175人；识字率77.18%，其中男性为80.13%，女性为74.59%。